# 진행성 다초점 백질뇌병증
진행성 다초점 백질뇌병증(Progressive multifocal leukoencephalopathy, PML) 또는 진행성 다발성 백질뇌병증은 바이러스에 의해 발생하는 뇌 백질의 여러 장소에 발생하는 염증 혹은 조직손상을 말한다. JC 바이러스에 의해 발생하는데, 이 바이러스는 대부분의 사람이 가지고 있으며 면역 기능이 심각하게 저하되기 전까지는 별 피해를 주지 않는다. 처음 몇 달동안 30~50%의 사람이 사망하며, 살아남은 사람도 심각한 신경계 장애를 가지고 살아간다.
따라서 후천면역결핍증후군 등 심각한 면역 결핍 환자에서 발병하는 경우가 대부분이나, 장기이식 환자처럼 화학요법 등 면역억제제를 투여하는 경우도 이 질병의 위험을 안고 있다. 이런 환자의 경우 호지킨 림프종, 다발성 경화증, 건선 등의 질병에 걸릴 수도 있다.

## 증상
증상은 수주에서 수개월 동안 악화되는데, 그 양상은 뇌의 어느 부위가 손상을 입었는지에 따라 달라진다. 주 증상은 "둔함(clumsiness), 진행성 약화, 시력 및 언어 장애가 있으며, 때때로 인격의 변화" 등이 있다. 측두엽과 후두엽에 병변이 발생한 경우 외계인 손 증후군이 나타날 수도 있다.

## 원인

### JC 바이러스 감염
폴리오마바이러스의 한 종류인 JC 바이러스에 의해 발생하는 경우가 있다. 최근의 연구 결과들은 39에서 58%의 인구가 JC 바이러스 감염을 겪은 결과로 항체를 보유하고 있음을 밝혔다. 연구에 따라 이 비율은 70에서 90%까지 확대되기도 한다. 성인 감염자의 1/3은 아무런 증상도 보이지 않으나, 신장을 통해 바이러스를 배출한다. 이후 면역 억제시 질병이 발생한다.

### 면역억제
HIV1 환자에게서 가장 흔히 발생하며, 항레트로바이러스 치료가 개발되기 전까지 5%의 AIDS 환자가 이 질병을 앓았다. 다른 면역억제사례들보다 AIDS에 감염된 환자에게서 이 질병이 더 자주 발생하는 이유는 아직 밝혀지지 않았다. 일부 연구자들은 그 이유를 HIV가 뇌 조직을 감염시키기 때문이라고 주장하고, 다른 연구자들은 뇌 조직에 있는 JC 바이러스가 더 활성을 띄어 염증반응을 보이게 되는 것이 그 이유라고 주장한다.
현재에도 에팔리주맙, 벨라타셉트 등의 장기이식 약물이 면역력을 악화시켰을 때 이 질병이 발생할 수 있음이 보고되었다.

## 병리학
신경세포의 축삭을 감싸안고 있는 말이집을 파괴하여 신호가 제대로 전달되지 않도록 하는 탈수초성 질환이다. 피질하부의 백질에 영향을 미치며, 특히 측두엽과 후두엽을 파괴한다. 희소돌기아교세포를 파괴하며 핵 내부에 봉입체를 형성한다. 대표적인 탈수초성 질환인 다발성 경화증과 유사하나, 비교가 되지 않을 정도로 빠른 속도로 질병이 진행된다. 면역을 얼마나 억제시켰느냐에 따라 말이집의 파괴 속도가 달라진다.

## 예후
환자의 1/3에서 절반 정도가 진단 후 몇달 내로 사망하는데, 생존기간은 질병의 심각성에 따라 다르다. 더 오래 생존하는 경우에도 신경장애를 동반하고 살아간다.

## 같이 보기
- 이별 파티